# Подглядывающий (фильм, 1960)
«Подглядывающий» или «Любопытный Том» (англ. Peeping Tom) — английский кинофильм режиссёра Майкла Пауэлла, вышедший на экраны в 1960 году.
Психологический триллер о серийном убийце-маньяке, ставшем в детстве жертвой экспериментов своего отца в сфере исследований природы страха. Герой фильма — помощник кинооператора, который убивает своих жертв при помощи кинокамеры, одновременно снимая процесс на плёнку.

## Сюжет

Кадр из фильма

Отец Марка, который был психологом, подвергал в детстве своего маленького сына психическому и физическому насилию, ставя над ним жестокие эксперименты. С тех пор Марк страдает психологическим заболеванием скопофилией и, в целях самотерапии, снимает на свою камеру убийства женщин.
Его первой жертвой становится проститутка, за которой он следует в её комнату. Она, ничего не подозревая, раздевается и приглашает его на кровать. Объектив снимает её искаженное от ужаса лицо, когда из ножки штатива высовывается острая пика и убивает её. Утром Марк возвращается на место преступления, чтобы снять на камеру, как полиция забирает труп проститутки.
Зарабатывая на жизнь, Марк фотографирует обнаженных женщин в студии, расположенной над бутиком, владелец которого приторговывает порнографическими фотографиями. Одна из Лондонских киностудий нанимает его в качестве помощника кинооператора для съёмок художественного фильма. Его следующей жертвой становится его коллега по съёмочной площадке осветительница Вивиан, которой он обещает помочь стать актрисой.
Ведя закрытый образ жизни, тихоня Марк всё же знакомится со своей молодой соседкой Хелен, которая празднует своё 20-летие. Они сближаются, но когда Марк убивает свою клиентку Милли, следящая за ним полиция нападает на его след. Наряды полиции приезжают к нему домой, и снимая себя самого на камеры в своей студии, со словами «Теперь я свободен!», он совершает самоубийство, заканчивая тем самым свой документальный фильм о страхе.

## В ролях
- Карлхайнц Бём — Марк Льюис
- Мойра Ширер — Вивиан
- Анна Мэсси — Хелен Стивенс
- Максин Одли — миссис Стивенс
- Бренда Брюс — Дора
- Майкл Гудлифф — Дон Джарвис
- Джек Уотсон[англ.] — старший инспектор Крегг
- Памела Грин — Милли[2]
- Ширли Энн Филд — Полин Шилдс
- Майлс Маллесон — клиент

## Отзывы
Фильм оказал крайне шокирующее воздействие на публику и критиков, ошеломлённых откровенной демонстрацией сексуальной патологии и насилия. После этой картины Майкл Пауэлл, снявший до этого ряд фильмов, которые вошли в «золотой фонд» британского кино, практически лишился возможности продолжать деятельность режиссёра.
В списке ста лучших британских фильмов по версии Британского киноинститута помещён на 78-е место. По признанию ряда режиссёров, в том числе Мартина Скорсезе, оказал заметное влияние на их творчество. Скорсезе отмечал, что считает его лучшим фильмом о природной агрессии самого съёмочного процесса, в котором «камера насилует свою жертву».